# オーガストファンBOX
『オーガストファンBOX』（オーガストファンボックス）とは、PCゲームブランドオーガストが2004年8月27日に発売した、「東奔西走ファンタジックネットカフェADV＋バラエティコンテンツ」を称する同ブランドのファン向けコンテンツ集である。

## 概要
同ブランドがこれまでにリリースした「バイナリィ・ポット」「Princess Holiday 〜転がるりんご亭千夜一夜〜」「月は東に日は西に 〜Operation Sanctuary〜」のすべてのキャラクターが登場・共演し、10本以上の短編シナリオや同ブランドのこれまでのゲーム（コンシューマ移植版含む）に関する情報を掲載したデータベースなどのコンテンツが収録されているほか、上記3作品の体験版が収録されている。
また、プリホリ以来続くマニュアルブックレットのおまけコンテンツも健在で、こちらにはグッズなどに使われた画像やコンシューマ追加ヒロインのラフデザイン、コミケで配布された印刷物などのイラストが収録されている。

## 登場キャラクター
以下の各作品の項を参照されたい。
- バイナリィ・ポット
- Princess Holiday 〜転がるりんご亭千夜一夜〜
- 月は東に日は西に 〜Operation Sanctuary〜

## 収録コンテンツ
- 短編シナリオ
- データベース「オーガスティック・クロニクル」
- Princess PONday（通称「ぷりぽん」。麻雀を簡略化した「ぽんじゃん」と呼ばれるテーブルゲーム）
- 特製ブックレット
- アレンジ音楽CD

## 主題歌
『jewelry days』
歌・作詞：榊原ゆい、作曲・編曲：DJ SHIMAMURA